# 李亨淑
李亨淑（韓語：이형숙，1964年12月24日—），韩国女子篮球运动员，綽號歐妮。她曾代表韩国国家队参加1984年和1988年夏季奥林匹克运动会篮球比赛，其中1984年奥运会获得一枚银牌。
在韓國結束籃球選手生涯後，李亨淑到台灣加盟業餘的台元女籃隊，退役後留在台灣長期擔任中學、大學籃球隊教練。